# Charles Plisnier
Charles Plisnier, né à Ghlin le 13 décembre 1896 et mort à Bruxelles le 17 juillet 1952, est un poète et essayiste belge et militant wallon.

## Biographie

### Famille et premiers pas littéraires
D'origine ouvrière par sa mère, qui travaille dans la fabrication de confections ouvrières, et bourgeoise par son père, intellectuel populaire, Charles Plisnier habite rue Chisaire à Mons. Il commence ses humanités anciennes à l’Athénée de Mons, avant l'âge de dix ans. Il s’intéresse très tôt à l’écriture et se lie d’amitié avec le poète Herman Grégoire. Plisnier publie ses premiers poèmes dans la revue Flamberge dirigée par Arthur Cantillon. Le poète Émile Verhaeren, qui habite non loin à Roisin, l’encourage.

### Communiste, chrétien et militant wallon
En 1919, il commence des études de droit à l'université libre de Bruxelles et adhère au communisme. Docteur en droit au barreau de la cour d'appel de Bruxelles en 1922, il se fixe dans la capitale où ses activités politiques l’éloignent de l’écriture pendant près de dix ans. Admirateur de la révolution russe, il participe à tous les congrès communistes en Belgique et à l'étranger.
En 1925, il devient directeur du Secours Rouge international. Déçu par son dernier voyage en Russie et ayant affirmé ses sympathies trotskistes en 1928, il est exclu du Parti communiste de Belgique. Il rallie ensuite le POB et participe notamment à la campagne en faveur du célèbre plan défendu par Henri De Man.
Plisnier se convertit ensuite au christianisme, sans abandonner ses convictions socialistes. Il participe notamment au Congrès national wallon de Liège en 1945, où il s'exprime dans le sens du rattachisme, option qu'il abandonne à la fin de sa vie, si l'on en croit sa Lettre ouverte à ses concitoyens (posthume), où il prône une solution fédéraliste tant pour la Belgique que pour l'Europe. 
Son œuvre se structure autour de trois thèmes principaux qui s'entremêlent : le christianisme, le socialisme et le wallonisme.

### Écrivain
Élu à l’Académie royale de langue et de littérature françaises de Belgique en 1937, il est aussi, la même année, le premier lauréat belge du prix Goncourt pour Faux Passeports. En 1937, il obtient aussi le Prix du Hainaut. L’Académie (à l’unanimité de ses membres), l’Association des écrivains belges et le Pen club le proposent pour le prix Nobel en 1951.
Il fonde également diverses revues : Ferveur en 1913, avec Herman Grégoire ; Haro, revue littéraire et révolutionnaire, en 1919 ; Communisme, hebdomadaire, en 1919 ; Prospections en 1929, avec Albert Ayguesparse ; L’Esprit du temps en 1933, avec Albert Ayguesparse et René Jadot, et Alerte en 1939, avec Alexandre André et Louis Dumont-Wilden.
Son œuvre poétique est empreinte de la nostalgie d'un idéal dont il avait fait le combat de sa vie.

## Citations
« Les communistes me haïssent, pour eux je suis un renégat. Ils m'appellent le trotskyste qui s'est fait moine. Or, le trotskysme est dépassé et je ne suis pas moine. Je ne vais même pas à la messe »

— In Paul Guth, op. cit.

« Autrefois, on m'accusait de belgicisme, je croyais que chaque écrivain devait inventer sa langue. Maintenant j'ai compris. On doit rendre sa langue invisible. Ce n'est pas le verre qu'on doit voir, mais ce qu'il y a dedans. »

— In Paul Guth, op. cit.

## Œuvre

### Romans
- Histoire sainte (1931)
- Faux Passeports (sous-titré ou les mémoires d'un agitateur) (1937) — Prix Goncourt
- Mariages (1936)[3]
- Mort d'Isabelle (Meurtres T. I) (1939)
- Présence du fils (Meurtres T. II) (1939)
- Martine (Meurtres T. III) (1940)
- Feu dormant (Meurtres T. IV) (1941)
- Dieu le prit (Meurtres T. V) (1941)
- Héloïse (1945)
- La Matriochka (1945)
- Mes biens aimés (Mères - Chronique d'une famille bourgeoise, T. I) (1946)
- Nicole Arnaud (Mères, T. II) (1948)
- Vertu du désordre (Mères, T. III) (1949) — Prix triennal du roman de la Communauté française de Belgique
- Beauté des laides (1951)

### Nouvelles
- Figures détruites, recueil de nouvelles (1932)
- Croix de Vénus (1943)
- L'Homme nocturne (1943)
- Une voix d'or (1944)
- Figures détruites, édition de 1932 du recueil de nouvelle augmenté d'Une voix d'or (1945)
- Heureux ceux qui rêvent (1948)

### Théâtre
- Hospitalité (1943)

### Essais
- Réformisme ou Révolution (1921)
- Mesure de notre temps (1932)
- L'Homme et les hommes (1953)
- Papiers d’un romancier (1954)
- Lettres à mes concitoyens (1962)

### Poésie
- Voix entendues, poèmes (1913)
- L'enfant qui fut déçu, poème de jeunesse (1914)
- Ève aux sept visages, poème (1919)
- La Guerre des hommes, poème (1920)
- Élégies sans les anges, poème (1922)
- Brûler vif, poèmes, hors commerce (1923)
- Prière aux mains coupées, poèmes (1930)
- Déluge, poème (1933)
- L'Enfant aux stigmates, poème (1933)
- Fertilités du désert, poésie (1933)
- Babel, poème (1934)
- Odes pour retrouver les hommes, poèmes (1935)
- Périple, poème (1936)
- Sel de la terre, poème (1936)
- Sacre, poème (1938)
- Testament, poème (1939)
- Ma mère me prend par la main poèmes (1941)
- Ave Genitrix, poème (1943)

### Autres publications
- La Dernière Journée (1941)
- Itinéraire spirituel d'un romancier (1951)
- Folies douces (1952)